# Radical 13
Le radical 13 (冂), qui signifie espace, est un des 23 des 214 radicaux chinois répertoriés dans le dictionnaire de Kangxi composés de deux traits.
Le caractère Unicode de 冂 est 5182.

## Caractères avec le radical 13
| nombre de traits          | caractères        |
| ------------------------- | ----------------- |
| Sans trait supplémentaire | 冂                |
| 2 traits supplémentaires  | 冃 冄 内 円 冇 冈 |
| 3 traits supplémentaires  | 冉 冊 冋 册 囘    |
| 4 traits supplémentaires  | 再 冎             |
| 5 traits supplémentaires  | 冏                |
| 6 traits supplémentaires  | 冐                |
| 7 traits supplémentaires  | 冑 冒             |
| 8 traits supplémentaires  | 冓 冔             |
| 9 traits supplémentaires  | 冕                |